# 阿爾梅林 (帕拉州)

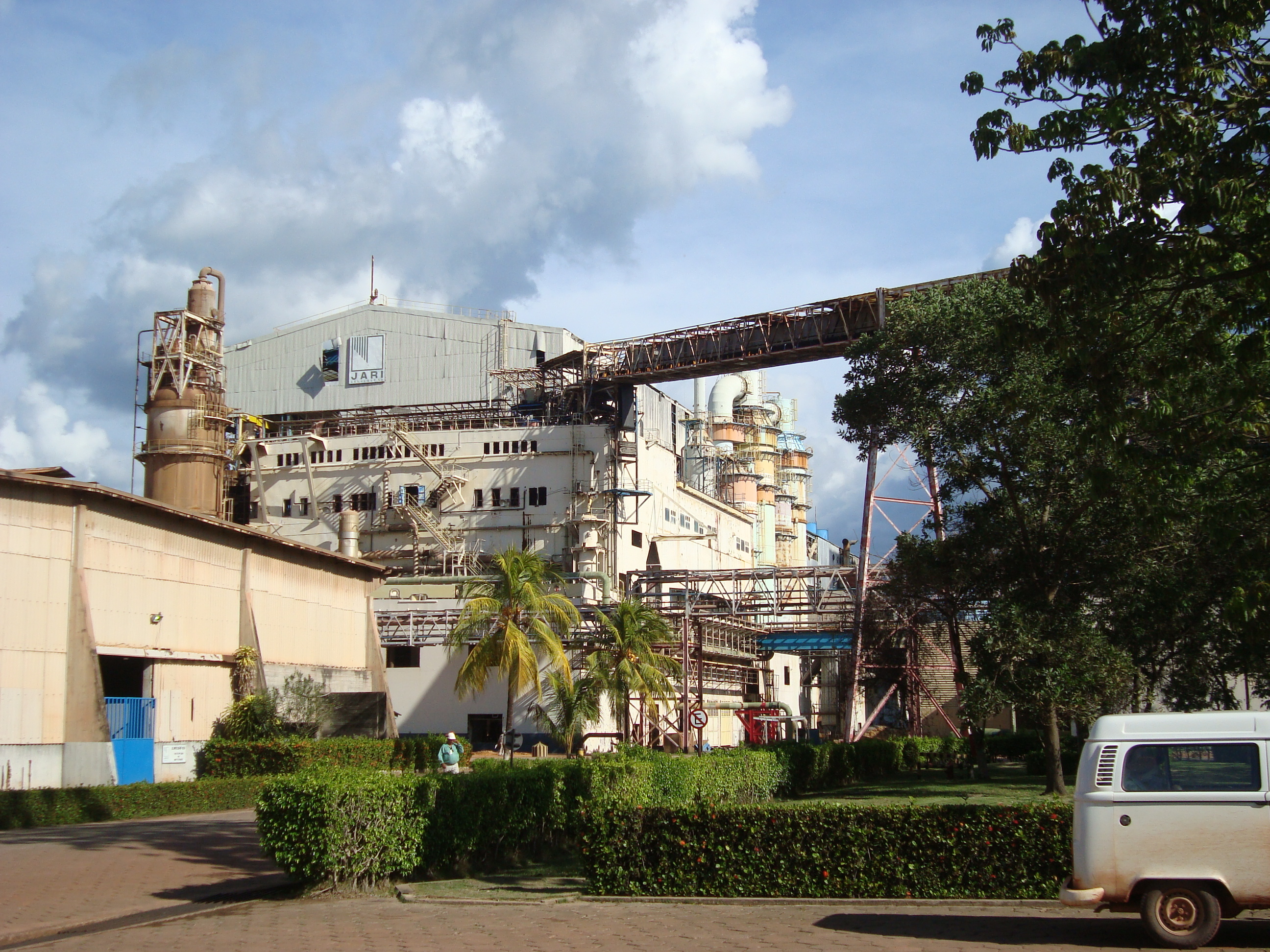
阿爾梅林

阿爾梅林（葡萄牙語：Almeirim），是巴西的城鎮，位於該國北部，由帕拉州負責管轄，始建於1890年3月17日，面積72,955平方公里，海拔高度65米，2010年人口33,614，人口密度每平方公里0.46人。